# Born This Way
Born This Way är den amerikanska artisten Lady Gagas andra studioalbum (efter "The Fame" och "The Fame Monster") albumet släpptes den 23 maj 2011. Den första singeln från albumet, "Born This Way", släpptes den 11 februari 2011 och den följande singeln "Judas" släpptes den 15 april samma år. Albumet släpps i en standardedition och i en specialedition.

## Bakgrund och utveckling
Redan efter släppet av Lady Gagas EP The Fame Monster berättade hon i en intervju att hon var redo att släppa sitt andra studioalbum. I mars 2010 berättade Lady Gaga i en intervju hos The Kyle and Jackie O att hon hade börjat arbeta med det kommande albumet. Akon berättade i en intervju att han har arbetat med låtar tillsammans med Lady Gaga för albumet. Albumet är inspelat under tiden som hennes världsturné The Monster Ball Tour har pågått.

## Släpp och promotion
Den 30 maj 2010 gjorde Lady Gaga en 2 timmar lång intervju för SHOWstudio; i intervjun sade hon att albumet nästan var färdigt och kommer handla om hennes kontakt med hennes fans, "Little Monsters". I samma intervju nämnde hon att hon skulle avslöja albumtiteln med en tatuering på nyårsafton, vilket inte hände.
| ”                                                    | Mitt nya album som jag jobbar med, är nästan klart, det skrevs med min nya instinktiva energi. Mina fans beskyddar mig, det är nu mitt öde att skydda dem. | „ |
| – Lady Gaga till Vikram Alexei Kansara, 30 maj 2010. | |   |

I juni 2010 debuterade Lady Gaga med låten "Yoü and I" som handlar om hennes liv i New York, om Lüc Carl och hennes vänner. Hon har sagt att låten kommer att vara med på Born This Way, men den kommer inte att släppas som singel på grund av dess inslag av rock.
Den 23 oktober 2010 gjorde Lady Gaga sin första intervju om Born This Way med Anderson Cooper för 60 minutes. Intervjun visades den 13 februari, samma dag som den första singeln släpps.
Den 8 december 2010 gjorde Lady Gagas projektansvarige, Ralph Simon, en intervju för RIA Novosti där han berättade att det nya albumet skulle innehålla låtar med texter på flera olika språk.

### Titel och datumavslöjanden
Under 2010 års VMA avslöjade Lady Gaga att hennes kommande album skulle heta Born This Way, genom att sjunga en del av låten.

I december 2010 skrev SHOWstudio att Lady Gaga skulle släppa en exklusiv bild tagen av fotografen Nick Knight på Julafton, släppet av bilden ändrades till nyårsafton.

På nyårsafton postade Lady Gaga bilden föreställande henne iförd enbart en jacka med texten "Born This Way" och en enhörning på ryggen.

Tillsammans med bilden stod det "THE SONG 2 13 11 THE RECORD 5 23 11", vilket är releasedatumen för både Born This Way och den första singeln.

Den första singeln från albumet hade premiär den 13 februari 2011, samma dag som Lady Gaga uppträdde på 2011 års upplaga av Grammy Award, där hon också var nominerad i 6 olika kategorier.

### Thierry Mugler
Anatomy of Change by Thierry Mugler var en modeshow som hölls den 19 januari 2011, den visade upp Nicola Formichettis, Lady Gagas stylist, debutkollektion för Thierry Mugler.

Lady Gaga gjorde visningens soundtrack, vilket var en remix av hennes låt "Scheibe" som finns med på hennes album Born This Way.

Lady Gaga bekräftade låttiteln via Twitter, "Scheiße" (vilket betyder "skit" på tyska). Låten sjungs både på engelska samt delvis tyska med påhittat språk influerad av tysk accent..
| ”                                 | Låten är väldigt hård men pop på samma gång. Den är verkligen fantastisk. När jag hörde den, sade jag, "Det här är Mugler". Hon remixade den speciellt för showen. | „ |
| – Nicola Formichetti om "Scheiße" | |   |

## Låtlista (standard edition)
1. Marry The Night (Lady Gaga och Fernando Garibay) - 4:25
2. Born This Way (Lady Gaga och Jeppe Laursen) - 4:20
3. Government Hooker (Lady Gaga, Fernando Garibay och DJ White Shadow) - 4:14
4. Judas (Lady Gaga och RedOne) - 4:09
5. Americano (Lady Gaga, Fernando Garibay, DJ White Shadow och Cheche Alara) - 4:06
6. Hair (Lady Gaga och RedOne) - 5:08
7. Scheiße (Lady Gaga och RedOne) - 3:45
8. Bloody Mary (Lady Gaga, Fernando Garibay och DJ White Shadow) - 4:05
9. Bad Kids (Lady Gaga, Jeppe Laursen, Fernando Garibay och DJ White Shadow) - 3:51
10. Highway Unicorn (Road To Love) (Lady Gaga, RedOne, Fernando Garibay och DJ White Shadow) - 4:16
11. Heavy Metal Lover (Lady Gaga och Fernando Garibay) - 4:13
12. Electric Chapel (Lady Gaga och DJ White Shadow) - 4:12
13. Yoü And I (Lady Gaga) - 5:07
14. The Edge Of Glory (Lady Gaga, Fernando Garibay och DJ White Shadow) - 5:21
15. Born This Way (Jost & Naaf Remix) (Bonuslåt endast på internationella länders utgåva av albumet) (Lady Gaga och Jeppe Laursen) - 5:58
16. Born This Way (LLG vs GLG Remix) (Bonuslåt endast på japanska utgåvan av albumet) (Lady Gaga och Jeppe Laursen) - 3:50

## Låtlista (Special Edition)
CD 1
1. Marry The Night (Lady Gaga och Fernando Garibay) - 4:25
2. Born This Way (Lady Gaga och Jeppe Laursen) - 4:20
3. Government Hooker (Lady Gaga, Fernando Garibay och DJ White Shadow) - 4:14
4. Judas (Lady Gaga och RedOne) - 4:09
5. Americano (Lady Gaga, Fernando Garibay, DJ White Shadow och Cheche Alara) - 4:06
6. Hair (Lady Gaga och RedOne) - 5:08
7. Scheiße (Lady Gaga och RedOne) - 3:45
8. Bloody Mary (Lady Gaga, Fernando Garibay och DJ White Shadow) - 3:51
9. Black Jesus † Amen Fashion (Lady Gaga och DJ White Shadow) - 3:36
10. Bad Kids (Lady Gaga, Jeppe Laursen, Fernando Garibay och DJ White Shadow) - 3:51
11. Fashion Of His Love (Lady Gaga och Fernando Garibay) - 3:39
12. Highway Unicorn (Road To Love) (Lady Gaga och DJ White Shadow) - 4:16
13. Heavy Metal Lover (Lady Gaga och Fernando Garibay) - 4:13
14. Electric Chapel (Lady Gaga och DJ White Shadow) - 4:12
15. The Queen (Lady Gaga och Fernando Garibay) - 5:17
16. Yoü And I (Lady Gaga) - 5:07
17. The Edge Of Glory (Lady Gaga, Fernando Garibay och DJ White Shadow) - 5:21

CD 2
1. Born This Way (The Country Road Version) (Lady Gaga och Jeppe Laursen) - 4:21
2. Judas (DJ White Shadow Remix) (Lady Gaga och RedOne) - 4:07
3. Marry The Night (Zedd Remix) (Lady Gaga och Fernando Garibay) - 4:21
4. Scheiße (DJ White Shadow Mugler) (Lady Gaga och RedOne) - 9:35
5. Fashion Of His Love (Fernando Garibay Remix) (Lady Gaga och Fernando Garibay) - 3:45
6. Born This Way (Jost & Naaf Remix) (Bonuslåt endast på internationella länders utgåva av albumet) (Lady Gaga och Jeppe Laursen) - 5:58
7. Born This Way (LLG vs GLG Remix) (Bonuslåt endast på japanska utgåvan av albumet) (Lady Gaga och Jeppe Laursen) - 3:50